# Береговое (Луганская область)
Береговое (укр. Берегове) — село в Луганской области Украины. Де факто — с 2014 года населённый пункт контролируется самопровозглашённой Луганской Народной Республикой.
Входит в Пархоменковский сельский совет Краснодонского района.

## История
Хутор Подгорный основан во второй половине XVIII века подполковником Рашкевичем на правах ранговой дачи. К концу XVIII века на хуторе проживало 216 мужчин и 150 женщин. Входил в состав Области Войска Донского.
После революции в 1920 году область была ликвидирована, село стало частью новой Донской области Российской СФСР. В 1923 году вместе со Станицей Луганской передано Донецкой губернии, позже став частью Луганского округа, затем — Луганской области Украинской ССР (с 1991 — Украины). В 1978 году село переименовано в Береговое. Осенью 2014 года в ходе гражданской войны на востоке Украины территории к югу от реки Северский Донец в восточной части Луганской области, включая село Береговое, перешли под контроль ополчения самопровозглашённой ЛНР.

## Население
Население по переписи 2001 года составляло 12 человек. Половина из них назвали родным языком русский, остальные — украинский. Почтовый индекс — 94454. Телефонный код — 6435. Занимает площадь 0,531 км². Код КОАТУУ — 4421486602.

## Местный совет
94450, Луганская обл., Краснодонский р-н, с. Пархоменко, ул. Ленина, 12а; тел. 99-2-34